# Virgilio Barco Vargas
Virgilio Barco Vargas (Cúcuta, 17 de setembre de 1921 – Bogotà, 20 de maig de 1997). Polític colombià i enginyer civil sortit de la Universitat Nacional de Colòmbia.
Fou membre del Partido Liberal Colombiano i President de Colòmbia en el període 1986-1990.